# Filtro de Fréchet
En matemáticas, el filtro de Fréchet, también llamado filtro cofinito, en un conjunto X es una colección de subconjuntos de X (es decir, un subconjunto particular  del conjunto potencia de X). 
Un subconjunto F de X pertenece al filtro de Fréchet si y solamente si el complemento de F en X es finito. 
Estos conjuntos F se dice que son cofinitos en X, de donde deriva su nombre alternativo. 
El filtro de Fréchet es de interés en topología, donde los filtros se originaron, y guarda relación con el orden y la teoría de retículos pues el conjunto potencia de un conjunto es parcialmente ordenado bajo inclusión (más específicamente, forma un retículo).
El filtro de Fréchet recibe su nombre del matemático francés Maurice Fréchet (1878-1973), quien trabajó en topología. 

## Definición
Un subconjunto A de un conjunto X se dice cofinito en X si su complemento (X ∖ A) es finito. El filtro de Fréchet en X, denotado por F, es el conjunto de todos los subconjuntos no vacíos y cofinitos de X. 
Esto es:
F = {A ⊆ X : X ∖ A is finite and A ≠ ∅}.
Si X no es un conjunto finito entonces cada subconjunto cofinito de X es necesariamente no vacío de modo que en este caso la definición deviene solamente en
F = {A ⊆ X : X ∖ A is finite}.
Esto hace de F un filtro en el retículo (P(X), ⊆), el conjunto potencia P de X con la inclusión; denotando Sc el complemento de un conjunto S en X, se cumplen las siguientes dos condiciones:
Condición de intersección
Si dos conjuntos tienen complemento finito en X entonces su intersección también lo tiene, puesto que (A∩B)c = Ac∪Bc
Condición upper set
Si un conjunto es cofinito en X, entonces también lo son sus supersets.

## Propiedades
Si el conjunto base X efinito entonces F = P(X) ya que todo subconjunto de X y en concreto sus complemtentos serán finitos. 
Este caso es a veces excluido por definición o llamado el filtro impropio sobre X. Permitiendo que X sea finito se crea una excepción en la que el filtro de Fréchet es libre y no-principal puesto que un filtro en un conjunto finito no puede ser libre y un filtro no principal no puede contener ningún conjunto unitario como miembro.
Si X es infinito, entonces cada miembro de F es infinito ya que es sencillamente X menos una cantidad finita de sus miembros. 
Además, F es infinito pues contiene a todos los { x }c, donde x ∈ X.
El filtro de Fréchet es libre y no-principal, exceptuando el caso finito mencionado arriba, y está incluido en todo filtro libre. 
Es también el filtro dual del ideal de todos los subconjuntos  finitos de X (infinito).
El filtro de Fréchet no es necesariamente un ultrafiltro (o filtro propio maximal). 
Consideremos P(ℕ), donde ℕ es el conjunto de los números naturales. 
El conjunto de los números pares es el complementario del conjunto de los números impares. Como ninguno de estos conjuntos es finito,ninguno estará en el filtro de Fréchet sobre ℕ. 
Sin embargo, un ultrafiltro es libre si y solamente si incluye el filtro de Fréchet. 
La existencia de ultrafiltros libres fue establecida por Tarski en 1930, apoyándose en un teorema equivalente al axioma de elección y se utiliza en la construcción de los hiperreales en análisis no estándar.

## Ejemplos
Si X es un conjunto finito entonces el filtro de Fréchet sobre X consta de todo subconjunto no vacío de X. 
En el conjunto ℕ de los números naturales, el conjunto de intervalos infinitos B = { (n, ∞) : n ∈ ℕ  } 
es una base de filtro de Fréchet (el filtro de Fréchet sobre ℕ consta de todos los supersets de elementos de B).